# Жарув (Опольське воєводство)
Жарув (пол. Żarów, нім. Sorgau) — село в Польщі, у гміні Ґродкув Бжезького повіту Опольського воєводства.
Населення — 22 особи (2011).
У 1975-1998 роках село належало до Опольського воєводства.

## Демографія
Демографічна структура станом на 31 березня 2011 року:
|          | Загалом | Допрацездатний вік | Працездатний вік | Постпрацездатний вік |
| -------- | ------- | ------------------ | ---------------- | -------------------- |
| Чоловіки | 12      | 1                  | 10               | 1                    |
| Жінки    | 10      | 2                  | 8                | 0                    |
| Разом    | 22      | 3                  | 18               | 1                    |